# 山口弘毅
山口 弘毅（やまぐち ひろよし）は、日本の実業家。堤義明の側近で、後任のコクド代表取締役社長を務めた。

## 人物・経歴
芝高等学校、早稲田大学政治経済学部卒業。堤義明とは在学中のサークル・早稲田大学観光学会時代からの付き合いであり、芝高校の後輩を観光学会に集めて後に西武グループ内でも一大派閥を作った。1959年国土計画入社。1988年プリンスホテル社長（後に西武ライオンズオーナー代行を兼任）。1990年コクド専務取締役。1995年コクド代表取締役社長。2001年から日本ホテル協会会長を務めたが、2005年に堤義明が逮捕されると、同年退任した。